# Ley contra el Odio
La Ley Constitucional contra el Odio, por la Convivencia Pacífica y la Tolerancia, también conocida simplemente como Ley contra el Odio, es una ley aprobada por unanimidad por la Asamblea Constituyente de Venezuela, conformada exclusivamente por militantes del PSUV y otros políticos comprometidos con el chavismo, y publicada en la Gaceta oficial N.º 41 274, del 8 de noviembre de 2017. 
El proyecto de ley fue consignado a la Asamblea el 10 de agosto por el presidente Nicolás Maduro, quien declaró ante los constituyentes que «ha llegado la hora de, a través de un gran proceso político de creación de conciencia, castigar los delitos de odio, la intolerancia en todas sus formas de expresión y que se acaben definitivamente», y la discusión del proyecto inició el 4 de septiembre. La ley establece penas de 20 años de cárcel, cierre de medios de comunicación y multas a empresas y medios electrónicos, entre otras sanciones.
La ley es polémica y ha sido criticada en Venezuela, cuyos detractores señalan que está diseñada para penalizar la disidencia política al tipificarla como delito, que establece restricciones a la libertad personal y que promueve tanto la censura como la autocensura. También se ha señalado la falta de competencias de la Asamblea Constituyente para legislar, y la Asamblea Nacional de Venezuela declaró su nulidad «en rechazo al instrumento generador de odio e intolerancia promovido por Nicolás Maduro y la fraudulenta constituyente», estableciendo que la ley viola los artículos 49, 51, 57, 58, 62, 68 y 202 de la constitución venezolana.

## Contenido
La ley establece como sanción entre 8 a 10 años de cárcel a funcionarios que se abstengan, omiten o retarden la consumación de un delito de odio y al personal de salud que se niegue a atender a una persona por razones de odio. El artículo 21 establece sentencias de hasta 20 años de cárcel para quien incite al odio, la discriminación o la violencia contra una persona o conjunto de personas mediante cualquier medio, y el artículo 22 legaliza el bloqueo de portales que sean considerados inadecuados por su contenido. La ley indica que la persona que difunda un “mensaje de odio” en las redes sociales deberá eliminarlo dentro de las seis horas siguientes a su publicación, o de lo contrario deberá pagar una multa que va desde cincuenta mil a cien mil unidades tributarias.
La ley también permite revocar la concesión del prestador de servicio de radio o televisión que promueva el odio o la propaganda de guerra, y señala que los medios de comunicación que no difundan mensajes "destinados a promover la paz, la tolerancia y la igualdad" serán multados con hasta 4% de los ingresos brutos causados en el ejercicio fiscal inmediatamente anterior a aquel en el que se cometió la infracción. Según la ley, la multa será depositada en el Fondo de Responsabilidad Social de Radio y Televisión.
La ley prohíbe la constitución de movimientos y organizaciones sociales que incumplan con lo establecido en su contenido. Igualmente, el artículo 11 ordena al Consejo Nacional Electoral (CNE) revocar la inscripción de las organizaciones políticas que promueven "el fascismo, la intolerancia o el odio nacional, racial, étnico, religioso, político, social, ideológico, de género, de orientación sexual, identidad de género, expresión de género y de cualquier otra naturaleza". El artículo también señala que los partidos deberán contemplar entre sus normas disciplinarias la medida preventiva de suspensión y la sanción de expulsión de las personas que contravengan la ley.

## Aplicación

### 2018
El 3 de enero de 2018, Ronald Güemes y Erika Palacios fueron los primeros procesados por la Ley contra el Odio; ambos fueron detenidos cuando se desarrollaba una protesta vecinal contra el gobierno de Nicolás Maduro y fueron apresados en la comandancia policial de Naguanagua. Luis Armando Betancourt, coordinador de Foro Penal en Carabobo, denunció que la imputación se basó en declaraciones de funcionarios policiales que indicaron que habían expresado mensajes de perjuicios contra el presidente y calificó de irregular el proceso judicial porque la detención fue arbitraria, ya que “no estaban cometiendo ningún delito que pudieran imputarse”. Betancourt aseguró que hubo una violación del domicilio; una comisión del CICPC, el SEBIN y la policía municipal allanó los hogares de ambas personas sin ninguna orden ni autorización emitida por un tribunal en violación al artículo 196 del Código Orgánico Procesal Penal. De acuerdo con el expediente, se le incautaron cauchos, bombas molotov y morteros, lo cual fue desmentido por las víctimas durante la audiencia. Familiares de Erika denunciaron que había sido torturada por los funcionarios policiales; entre las denuncias señalan que fue esposada a un pupitre, que por cuatro horas le arrojaron agua fría al cuerpo y que una compañera de celda fue golpeada por un funcionario cuando intentó evitar que se llevaran a Erika a un interrogatorio.
El 30 de enero, la directora y el editor del periódico Región Oriente en Cumaná fueron citados por la Dirección General de Contrainteligencia Militar (DGCIM) a declarar en sus instalaciones a raíz de una denuncia realizada por la publicación del 11 de enero de un artículo del diario, el cual informa que el Partido Comunista de Venezuela advierte al gobierno de Maduro que habría razones para que en el país se presentará un estallido social como el del Caracazo, incluyendo inflación, la caída de los precios del petróleo, desabastecimiento, falta de acceso al efectivo y el deterioro del servicio de transporte. El Sindicato Nacional de Trabajadores de la Prensa (SNTP) indicó que consistía en una investigación realizada el cuerpo de inteligencia militar por delitos contemplados en la Ley Contra el Odio, siendo la primera vez que se abre una investigación contra un medio por crímenes establecidos en la ley.
El 12 de septiembre, dos bomberos del estado Mérida, Ricardo Prieto de 41 años y Carlos Varón de 45 años, fueron arrestados por oficiales de contrainteligencia militar después de publicar un video en el que se retrata al presidente Nicolás Maduro como un burro donde un bombero conduce a un burro a través de la estación de bomberos en Apartaderos, estado Mérida, mientras otro habla con el animal como si estuviera guiando al presidente en una de sus visitas oficiales. El 16 de septiembre el juez Carlos Márquez ordenó que fueran juzgados por violación de la Ley contra el Odio, siendo acusados de cargos agravados de incitación al odio y pudiendo enfrentar hasta los 20 años de prisión que establece la ley si son declarados culpables. Los abogados de los acusados aseguran que los bomberos hicieron el vídeo como una broma y no para incitar al odio. El 18 de septiembre, cuando el periodista Esteban Rojas, de la agencia Agence France-Presse (AFP), le preguntó a Nicolás Maduro sobre la opinión sobre la detención en una rueda de prensa, Maduro se molestó, evitó responder la pregunta y atacó al periodista.

¿Tú crees que eso es una pregunta para esta rueda de prensa? ¿Tú eres periodista? ¿Te graduaste dónde? Si tú como profesional crees que preguntarle a un presidente en una rueda de prensa internacional, no sé de dónde sacaste la pregunta. ¿Te la orientaron desde Francia? No te la voy a responder; porque no es el nivel compadre, te saliste de nivel. Eso sí, te vas a hacer viral en las redes.
Nicolás Maduro

El médico José Alberto Marulanda fue apresado el 20 de mayo de 2018 por oficiales de la Dirección General de Contrainteligencia Militar (DGCIM), día en el que se celebraron elecciones presidenciales en Venezuela. A pesar de ser civil, cuatro días después fue presentado ante tribunales militares, el 24 de mayo, en Fuerte Tiuna, para ser imputado de cargos. De acuerdo con Alfredo Romero, director de Foro Penal, a Marulanda no le permitieron defensa al ser ingresado por la puerta trasera del tribunal. El juez militar le imputó los delitos de instigación al odio y traición a la patria. Durante su detención, Marulanda ha sido torturado por parte de funcionarios hasta llegar a quedar sordo del oído derecho tras un golpe que le dieron y de perder la sensibilidad en sus manos. Para noviembre de 2018, seis meses después de su detención, su audiencia había sido diferida seis veces.
El 15 de octubre, a solicitud de la fiscalía, un tribunal solicitó una orden de aprehensión contra el periodista de investigación Roberto Deniz por el supuesto delito de incitación al odio por los reportajes realizados contra el robo y estafa a los venezolanos a través de la importación de productos para el programa CLAP, la casa de sus padres fue allanada

### 2019

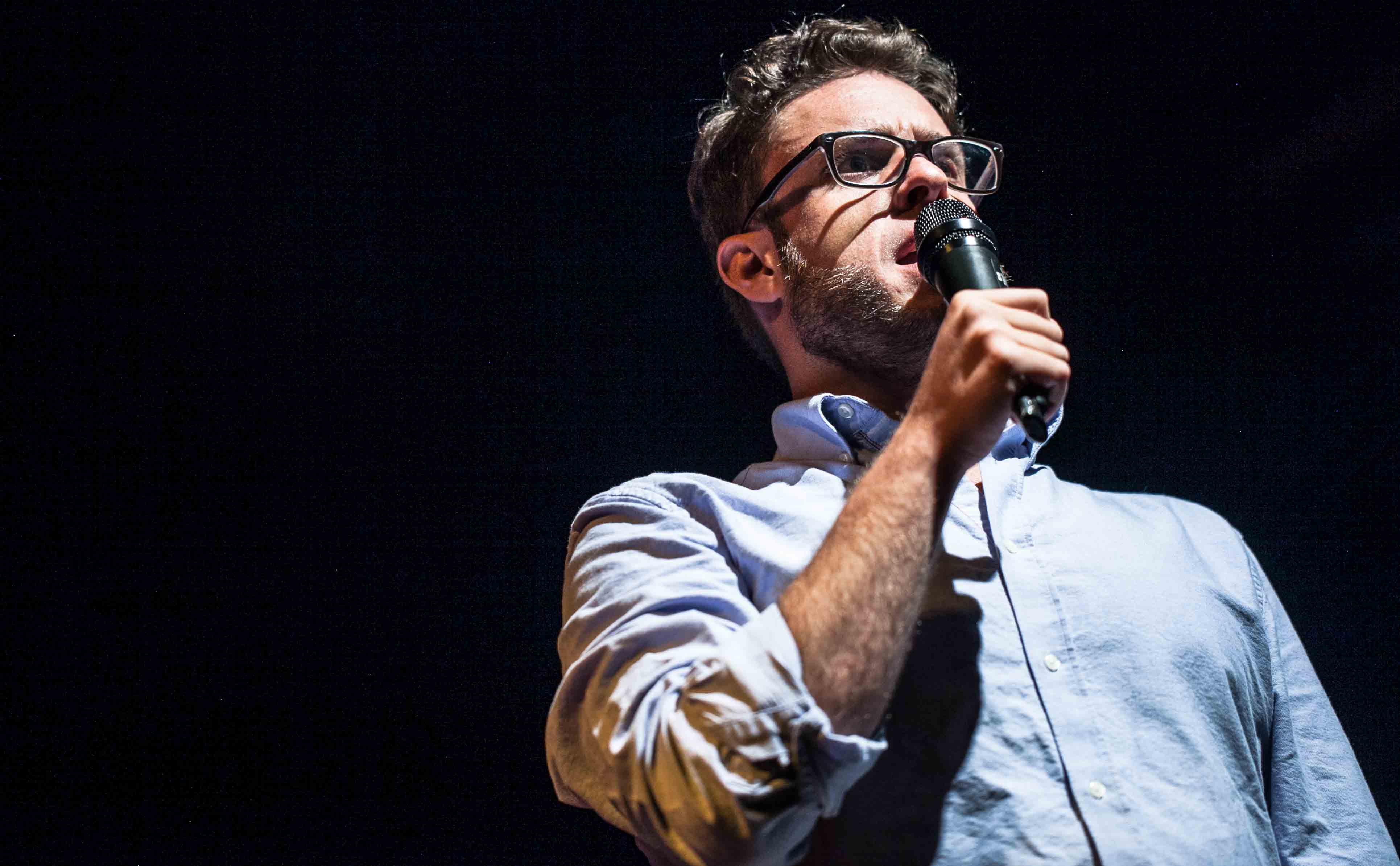
José Rafael Guzmán.

En 2019, la Ley contra el Odio fue aplicada contra el comediante José Rafael Guzmán y el psicólogo Alberto Barradas. El mismo año, un tribunal del estado Barinas dictó tres meses de trabajo comunitario a un hombre acusado de instigación al odio.El 19 de diciembre de 2019 fue aplicada contra el periodista Elides J. Rojas López, quien tiene juicio abierto y enfrenta una posible pena de entre 15 y 20 años por un artículo noticioso publicado en El Universal, no escrito por él, pero que a los acusadores convenía juzgarlo. Este juicio sigue sin avanzar y sin decisiones. Simplemente existe para mantener al periodista Rojas sometido y con prohibición de salida del país.

### 2020
En 2020 la ONG Provea denunció la detención del médico Luis Araya por funcionarios de la DGCIM en Carora, estado Lara, por haber criticado a la vicepresidenta de Delcy Rodríguez en WhatsApp. Habiéndose imputado delitos de instigación al odio, a Araya se le dictó la medida cautelar de presentación cada 30 días ante los tribunales.

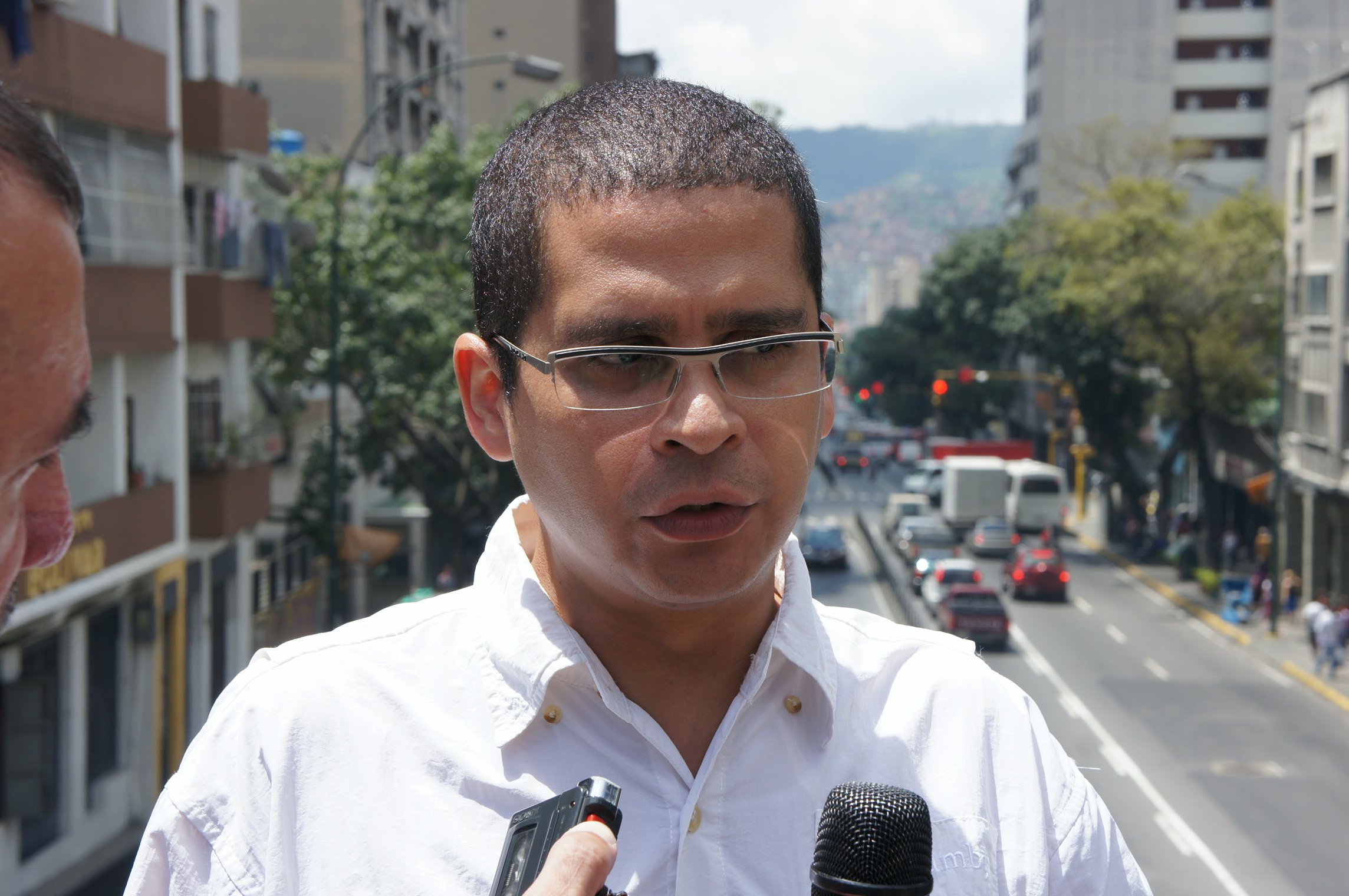
Nicmer Evans.

En julio de 2020, durante la pandemia de COVID-19, el politólogo Nicmer Evans le deseó “larga vida" a Fidel Madroñero, militante del PSUV y conductor de un programa en Venezolana de Televisión que informó que estar contagiado, "para que la justicia del hombre llegue antes que la divina”. Uno de los compañeros de Madroñero en Zurda Konducta, Pedro Carvajalino, amenazó con golpear a Evans, quien respondió que su mensaje podría calificarse como instigación al odio y añadió “Cuando quieras, Pedro” como respuesta a la oferta. El 13 de julio, funcionarios no identificados del Cuerpo de Investigaciones Científicas, Penales y Criminalísticas (CICPC) allanaron la casa de Evans y mantuvieron detenida a su familia, llevándose detenido a su hermano y abogado en calidad de testigo. Nicmer fue localizado por los funcionarios posteriormente, quienes le informaron que estaba acusado de instigación al odio y lo arrestaron. El 17 de julio su privativa de libertad fue ratificada por el tribunal de control.
El 19 de agosto de 2020 el diputado oficialista Esteban Arvelo denunció ante la sede del Ministerio Público de la ciudad de Caracas al abogado y defensor de derechos humanos José Amalio Graterol, al  comunicador social Daniel Lara Farías y al escritor juvenil Juan Viale Rigo. La razón de la denuncia fue por la publicación de información sobre el fallecimiento del político oficialista Darío Vivas. Arvelo mencionó en su cuenta de Twitter que haciendo uso de sus facultades de vicepresidente de la comisión de justicia de la Asamblea Nacional Constituyente hizo una denuncia por los cargos de promoción e incitación al odio. Además de amenazar con hacer seguimiento hasta que se haga justicia.

### 2021
El 31 de marzo la escritora y miembro de la Academia Venezolana de la Lengua Española, Milagros Mata Gil, y el poeta Juan Manuel Muñoz, conocido como Moriche, fueron detenidos por una comisión de las Fuerzas de Acciones Especiales (FAES), presuntamente por la publicación del texto titulado "Fiesta Mortal", referido a una boda a la cual habría asistido Tarek William Saab, a pesar de las restricciones por la pandemia de coronavirus. La escritora denunció en Twitter que serían detenidos hasta el día siguiente y que serían presentados en tribunales por el cargo de "incitación al odio". El abogado Gonzalo Himiob, del Foro Penal, declaró que tanto Mata como Muñoz no pueden ser recluidos en ningún centro penitenciario por su edad, y que en cualquier caso estarían sujetos a medidas cautelares o arresto domiciliario. El 25 de abril es detenido el defensor de los derechos humanos Orlando Moreno, mientras acompañaba a familiares de las víctimas del naufragio en Boca de Serpiente, en Tucupita. Luego de ser imputado con el delito de instigación al odio, es excarcelado cinco días después.

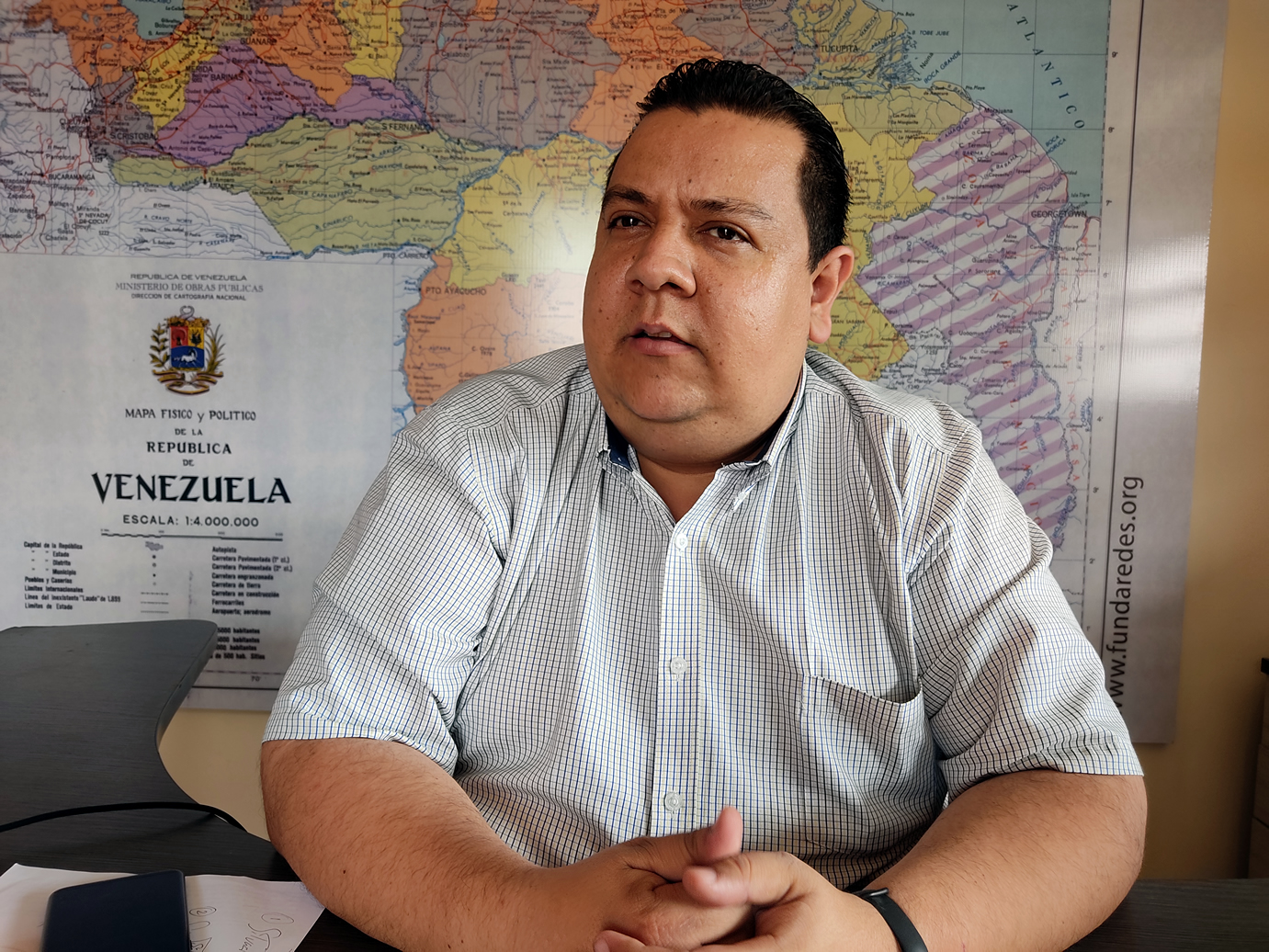
Javier Tarazona.

El 2 de julio agentes del Servicio Bolivariano de Inteligencia detuvieron al director de la organización de derechos humanos Fundaredes, Javier Tarazona, en el estado Falcón, junto con Rafael Tarazona y Omar García, activistas de la organización; y Yhonny Romero, director de Mayday Confavid (Comité Nacional de Familias Víctimas de Desapariciones Forzadas en las Costas de Venezuela). Tarazona había acudido al Ministerio Público para denunciar que estaba siendo víctima de acoso y persecución en Falcón por funcionarios policiales estatales, del SEBIN y de individuos no identificados. Fue acusado por instigación al odio contra funcionarios públicos luego de que solicitara al Ministerio Público investigar la relación del exministro del interior Ramón Rodríguez Chacín y de su esposa, Carola de Rodríguez, con el ELN. llevando una fotografía antigua sin fecha y también denunciar ante el ente la existencia de “casas seguras” para la operatividad de los cabecillas del ELN de los disidentes de las FARC, quienes contarían con “protección” de funcionarios de seguridad del Estado.
Funcionarios del gobierno de la Dirección de Inteligencia y Estrategia (DIE) ingresan el 21 de julio al ambulatorio del estado Anzoátegui y se llevan detenida dos enfermeras, la coordinadora de enfermería del "ambulatorio Alí Romero" en Barcelona, Ada Macuare y la enfermera Jhoana Perales por hacer protestas para reclamar mejoras en los beneficios laborales y medidas de bioseguridad, junto a los otros trabajadores de la salud, Perales fue liberada horas después, a Ada Macuare esta detenida acusada de instigación al odio y terrorismo. El 6 de agosto es liberada con orden de presentación.

### 2022
El 14 de febrero son detenidos dos adultos mayores en el estado Vargas de 70 y 66 años de edad por exhibir pancartas en protesta contra el gobierno. Pese a su edad avanzada, ambos fueron juzgados por la Ley contra el Odio. Las pancartas exhibían "el pueblo tiene derecho a decidir" y la otra " los derechos se defienden en la calle".
El 13 de abril de 2022 se emitió una orden de detención contra Olga Mata, una mujer de 72 años, después de grabara un video humorístico publicado en la red social TikTok en el que nombra arepas después de altos funcionarios oficialistas. Su hijo, Florencio Gil Mata, fue detenido, y ambos fueron acusados del delito de "promoción o instigación al odio". Tarek William Saab dispuso el Tribunal Especial 4° de Control “con competencia en casos vinculados al terrorismo". William Saab posteriormente difundió un video de Olga ofreciendo disculpas por el contenido del video; el Ministerio Público y el Tribunal Especial acordaron una medida cautelar contra ella. La organización no gubernamental Espacio Público, dedicada a la promoción y defensa del derecho de libertad de expresión, condenó la detención y «recordó que el derecho a grabar y difundir un video ejerciendo el pleno goce de la libertad de expresión en su dimensión individual y social, a través del humor, no es motivo de detención ni es delito». El 7 de junio, durante un acto de conmemoración por cinco años de la muerte de Neomar Lander, fueron detenidos cuatro jóvenes por la policía del municipio Chacao. Posteriormente fueron presentados acusados, de instigación al odio y obstrucción de la vía pública. El 16 de junio la Guardia Nacional Bolivariana (GNB) detuvo a Yohn Alejandro Noguera (27 años) por criticar a funcionarios de este cuerpo militar y de la Alcaldía del Municipio Aragua, estado Anzoátegui.
El día 15 de noviembre detienen a dos ciudadanos identificados como Denys Jesús Custodio Sijntye, de 34 años, y Robert José Yánez Pérez, de 57 años, a quienes se les acusa de incitación al odio a través de la red Twitter por escribir comentarios en contra el presidente del Instituto Nacional de Hipódromos, Antonio «El Potro» Álvarez

### 2023
El 21 de noviembre de 2023, efectivos del Servicio Bolivariano de Inteligencia (SEBIN) detuvieron al activista Nelson Piñero en su casa en Valencia, estado Carabobo, alrededor de las 11:00 p. m. y sin una orden de allanamiento. El Tribunal Primero de Control del estado Carabobo emitió una medida de privativa en contra de Piñero, quien fue acusado de "instigación al odio". Posteriormente fue trasladado a la sede del SEBIN en Valencia, donde efectivos le informaron a familiares que "está detenido por cosas de Twitter". El mismo día, Piñero se había expresado con respecto al simulacro del referéndum consultivo sobre la Guayana Esequiba, criticando la demora para ofrecer los resultados y citando declaraciones de funcionarios gubernamentales.  Durante su audiencia de presentación, el tribunal argumentó que la orden de detención se realizó porque Piñero escribía de manera crítica en contra de la gestión de Nicolás Maduro.

### 2024
El 12 de marzo el Fiscal Tarek William Saab solicitó una orden de aprehensión contra Edison Arciniega, presidente del Centro de Estudios Agroalimentarios (CEA), por «instigación al odio». Además, lo acusó de difundir información falsa para «causar zozobra y pánico en la comunidad». Arciniega ha hecho denuncias en reiteradas oportunidades sobre las dificultades que enfrentan los productores para hacer que sus cosechas lleguen a su destino debido a diversos factores, como la distribución de combustible en el país. Arciniega es especialista en seguridad alimentaria, desarrollo e inteligencia de mercado, tuvo que huir del país, aseveró que «jamás he creído en el odio como herramienta y siempre he condenado los mensajes de odio. Yo soy un técnico dedicado a investigar, documentar y agenciar respuestas a fenómenos agroalimentarios, no más que eso».

## Críticas
La Relatoría Especial para la Libertad de Expresión de la Comisión Interamericana de Derechos Humanos (CIDH), manifestó su preocupación porque la ley «establece sanciones penales exorbitantes y facultades para censurar a medios tradicionales e Internet, en contradicción con los estándares internacionales en materia de libertad de expresión».
La Relatoría explicó que "el Estado podrá castigar –a través del derecho penal- expresiones que pueden estar protegidas por el derecho a la libertad de expresión e incluso suprimir contenidos, al otorgarse al Estado la facultad de bloquear sitios en Internet y revocar las licencias de los medios de comunicación audiovisuales".
Según abogados, activistas de derechos humanos y diputados, el objetivo de la ley es penalizar a la ciudadanía que se rebele contra el gobierno y algunos señalan que la Asamblea Constituyente no tiene potestad para dictar leyes y que las sanciones parten de conceptos jurídicos indeterminados como el odio que facilitan la aplicación discrecional de sanciones. La Asamblea Nacional declaró nula la Ley contra el Odio “en rechazo al instrumento generador de odio e intolerancia promovido por Nicolás Maduro y la fraudulenta constituyente”, estableciendo que la ley viola los artículos 49, 51, 57, 58, 62, 68 y 202 de la constitución; los artículos 6, 11, 18, 19, 20 y 21 de la Declaración Universal de los Derechos Humanos y los artículos 18 y 19 del Pacto Internacional de Derechos Civiles y Políticos, y que además de estar viciada de incompetencia, su aplicación viola las garantías fundamentales del Estado de Derecho, y “pretende aniquilar de una vez por todas los valores democráticos”. El diputado Biagio Pilieri abrió un debate y presentó el proyecto del texto en el que se declaraba la nulidad de la ley, exponiendo que "es inconstitucional, ilegítima e ilegal desde su origen, pasando por la técnica como se aprobó y además por su forma y fondo” y que "usurpa las funciones legítimas de la Asamblea Nacional", indicando también que con la normativa se pretende penalizar la disidencia política al tipificarla como delito, imponiendo sanciones penales, administrativas y tributarias “en flagrante violación del derecho al debido proceso y a la presunción de inocencia”. Los diputados que participaron en el debate expresaron que la ley establece restricciones a la libertad personal, promueve la autocensura y la censura por parte de los órganos del Estado. “suprimiendo los pocos espacios con que cuenta el ciudadano para debatir los asuntos de interés colectivo e inhibiendo la posibilidad de formular denuncias de cualquier naturaleza”.
Críticos también han observado la falta de aplicación de la ley contra funcionarios gubernamentales, incluyendo a Diosdado Cabello, conductor del programa Con el mazo dando, que había recibido denuncias por parte de opositores.